# Pastoriza a Vella
Pastoriza a Vella es una aldea española situada en la parroquia de Lema, del municipio de Arzúa, en la provincia de La Coruña, Galicia.

## Demografía
| Gráfica de evolución demográfica de Pastoriza a Vella entre 2000 y 2018 |
|                                                                         |
| Datos según el nomenclátor publicado por el INE.                        |